# Воскресенский собор (Южно-Сахалинск)
Воскресе́нский собо́р — православный храм в Южно-Сахалинске. Относится к Южно-Сахалинской и Курильской епархии Русской православной церкви. С 7 января 1995 по 4 сентября 2016 года являлся кафедральным собором епархии.
Храм заложен в 1990 году, строился в 1992—1995 годы. В 2002—2003 годы была проведена реконструкция собора: устроены хоры, увеличена площадь трапезной, притвора, построена колокольня

## История
В течение большей части советского периода на Сахалине отсутствовали православные храмы. В 1930 году на севере острова был закрыт последний православный приход. Попытки открыть хотя бы один приход не были успешны. Так в 1948 году в Южно-Сахалинске образовался «Комитет православной веры», насчитывающий 86 человек. Эта община от имени многочисленных верующих обратилась с просьбой об открытии православной церкви. Горисполком выделил для этой цели здание бывшего протестантского храма. 1 июня 1948 года облисполком утвердил решение городских властей о передаче здания и обратился в Совет по делам Русской православной церкви при Совете Министров СССР с ходатайством об открытии церкви. Но дальнейшего развития это начинание не получило, и Сахалинская область по-прежнему оставалась вне поля деятельности Православной церкви и её духовенства.
Наконец 17 января 1989 года решением южносахалинского горисполкома в Южно-Сахалинске зарегистрирована религиозная организация православных христиан. В связи с тем, что в областном центре не осталось ни одного культового здания, верующим было предложено купить дом с последующим переоборудованием его под молитвенное помещение, на что также было дано разрешение. В июле 1989 года община была зарегистрирована, и в том же году в купленном шлакоблочном доме в частном секторе города открылся первый в Сахалинской области православный храм в честь блаженной Ксении Петербургской по адресу ул. Трудовая, 6.
С открытием храма святой Ксении Петербургской был заложен фундамент для дальнейшего развития православия на Сахалине. Новые приходы стати создаваться по всей области. Вместе с тем небольшого помещения храма блаженной Ксении Петербургской явно не хватало.
Место под строительство храма в честь Воскресения Христова в одном из живописных мест Южно-Сахалинска, при пересечении Коммунистического проспекта и улицы Комсомольской, освятил митрополит Волоколамский и Юрьевский Питирим (Нечаев), посетивший Южно-Сахалинск в августе 1990 года. Строительство, едва начавшись, тут же застопорилось из-за нехватки финансовых средств.
Возобновилось строительство только в начале 1992 года. Автором проекта будущего собора является архитектор С. М. Миченко. Проект храма выполнен с использованием композиционных приёмов восходящих к архитектуре Новгорода. Большую помощь возведении храма оказали администрация области и мэр города, впоследствии губернатор И. П. Фархутдинов.
23 февраля 1993 года была создана Южно-Сахалинская и Курильская епархия. Строящийся храм становится главным в епархии.
7 января 1995 года в праздник Рождества Христова в новом храме прошло первое богослужение. Но работы еще продолжались — внутреннее убранство, наружные отделочные и кровельные работы, благоустройство территории вокруг собора. В 1996 году «Газпром» привёз и установил вокруг храма красивую металлическую ограду. В этом же году закончилось устройство и украшение алтаря и ризницы. Воскресенский собор стал первым полноценным православным храмовым зданием в области, так как до этого приходы располагались в обычных зданиях, переоборудованных под церкви.
29 октября 1997 года в нижнем помещении храма начались работы по устройству храма Воскресения Словущего.
10 декабря 1997 года участок аллеи между улицей Комсомольской и центральной аллеей южного входа в городской парк, получил наименование «Бульвар Святителя Иннокентия», в связи с празднованием 300-летия открытия Курильских островов русскими моряками.
4 апреля 1998 года в день Похвалы Пресвятой Богородицы нижний храм был освящен в часть праздника Обновления храма Воскресения Христова в Иерусалиме в 355 году. В нижнем храме проводились ранние воскресные богослужения и крещения.

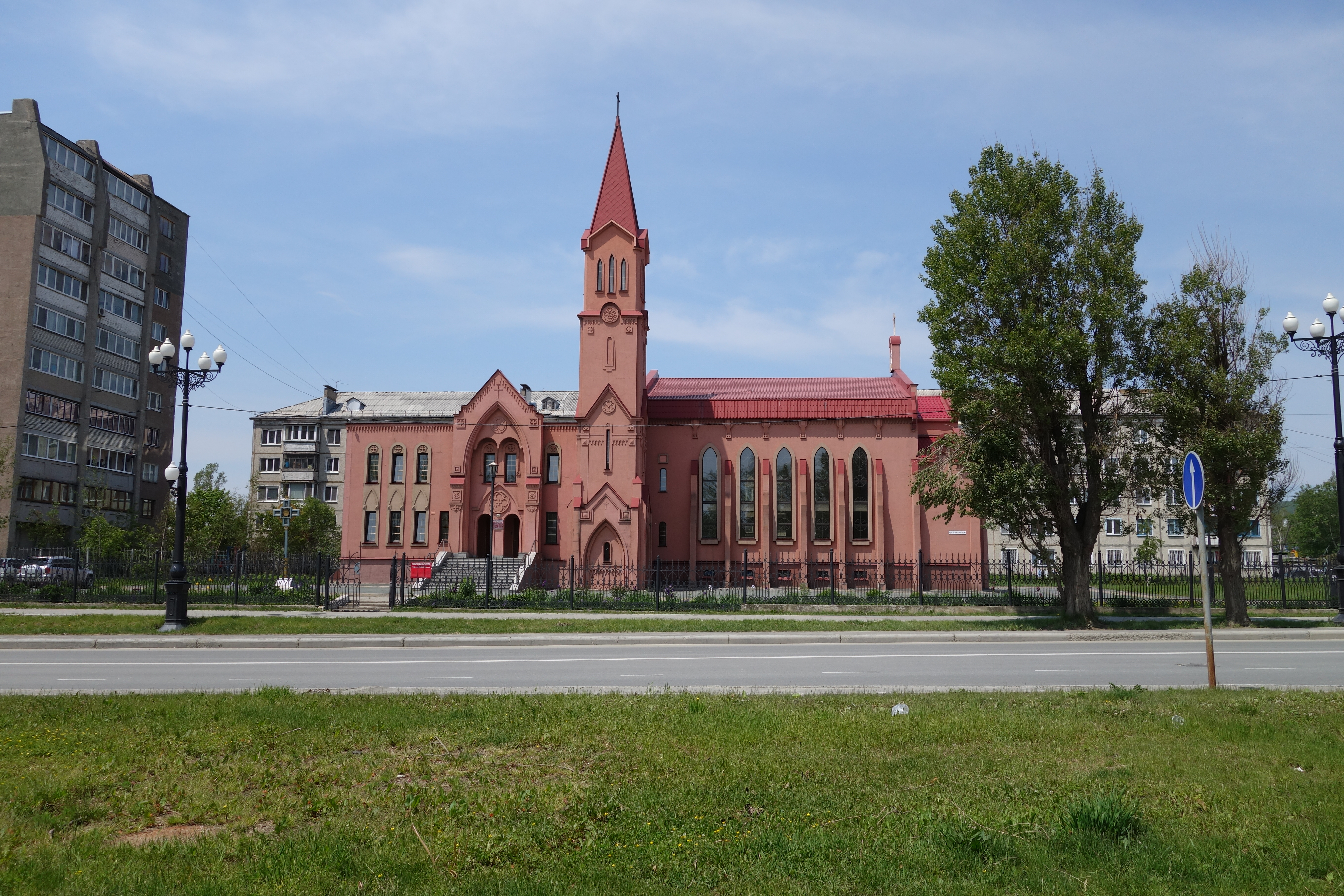
Католическая церковь в Южно-Сахалинске.

С увеличением числа прихожан рассчитанный на 450 человек собор перестал по праздникам вмещать всех молящихся и к тому же не соответствовал статусу кафедрального собора. Назначенный в 2001 году на Южно-Сахалинскую кафедру епископ Даниил (Доровских) начал труды по активизации церковной жизни на Сахалине и Курилах. Так, вспоминая о первом впечатлении о соборе, он вспоминал:
Когда меня подвезли к собору, я сказал что это не собор, а часовня с алтарём — маленькая, невзрачная, серая. Позже мы проехали по проспекту Победы и увидели новое здание, красивое, большое — католический костёл. Это был вызов. Вызов не только православной церкви, но и российскому государству.
11 сентября 2002 года состоялась закладка камня на начало строительства колокольни собора. Чин освящения совершил епископ Даниил. На закладке присутствовали губернатор, председатель областной Думы Владимир Ефремов и мэр областного центра Федор Сидоренко. Строительные работы вела Балтийская строительная компания. Обновленный собор приобрёл совершенно иной вид — появились просторные хоры для архиерейских певчих, почти в два раза увеличились, площадь трапезной части храма, притвор, появилась увенчанная золотым куполом колокольня. 12 октября 2003 года, после окончания возведения колокольни и реконструкции здания, состоялось освящение нового престола, которое возглавил епископ Южно-Сахалинский и Курильский Даниил. Торжественное богослужение с крестным ходов, совершённое в этот день, стало своего рода итогом первых десяти лет существования епархии.
20 августа 2003 года в авиакатастрофе погиб губернатор Сахалинской области Игорь Фархутдинов и четырнадцать других руководителей области. По инициативе епископа Даниила рядом с Воскресенским собором был воздвигнут мемориал-памятник с поклонным крестом.
В августе 2004 года в собор посетила рака с мощами преподобной мученицы Великой княгини Елизаветы Фёдоровны, и её келейницы инокини Варвары из Иерусалима в рамках принесения этой святыни в города России.
В 2005 году на территории собора установлен армянский хачкар (крест‐камень), выполненный камнерезами Араратской долины из армянского туфа.
В 2007 году на территории кафедрального собора началось строительство Духовного просветительского центра, в составе которого планировался лекторий, воскресная школа, православная библиотека и др, завершившееся в ноябре 2009 году, а 3 марта 2010 года состоялось его открытие
В ночь на 19 августа 2012 года на фасаде храма вандалы нанесли изображения сатанинского толка.
9 февраля 2014 года около 14:00 часов в собор вошёл 24-летний сотрудник частного охранного предприятия Степан Комаров, и открыл стрельбу по людям и иконам. Монахиня Людмила (Пряшникова) и прихожанин Владимир Викторович Запорожец были убиты на месте, ещё шесть человек были ранены. Преступник совершил порядка 20 выстрелов.
7 февраля 2016 года в нижнем храме Воскресенского собора открыт памятный уголок, где представлены расстрелянные иконы: икона Божьей Матери на престоле, икона Святой Троицы, Владимирская икона Божьей Матери, а также первая пострадавшая небольшая аналойная икона Воскресения Христова. В экспозицию включены информационные стенды, речь Патриарха Кирилла в день расстрела, речь архиепископа Тихона. На стендах кратко изложено жизнеописание матушки Людмилы и Владимира Запорожца, в стеклянных витринах представлены их фотографии.
4 сентября 2016 года Патриарх Московский и всея Руси Кирилл возглавил чин великого освящения нового кафедрального собора в честь Рождества Христова в Южно‐Сахалинске, после чего Воскресенский собор потерял статуc главного храма епархии.

## Духовно-просветительский центр при соборе
Идея создать Центр, дающий возможность объединить силы для духовного воспитания и просвещения, создать условия для творчества, дискуссий, обучения, спортивного развития, проведения лекций и семинаров культурной, исторической, этической, религиозной направленности появилась у епископа Южно-Сахалинского и Курильского Даниила (Доровских), которому для воплощения его миссионерских и культурно-просветительских мероприятий не хватало помещений. Подобный проект был особенно актуален в свете крайне высокой активности различных сект на Сахалине.
После встречи епископа Южно-Сахалинского и Курильского Даниила с губернатором Сахалинской области Иваном Малаховым последний заинтересовался проектом и помог епархии найти единомышленников. Заинтересовалась строительством Центра и городская администрация. Поддержала проект Сахалинская железная дорога. Были направлены письма и обращения предприятиям и организациям, общественности, с предложением принять участие в строительстве Центра. Одними из первых откликнулись служащие аппарата администрации Южно-Сахалинска, которые собрали более 1 миллиона рублей.
В декабре 2006 года началось проектирование Духовно-просветительского центра. Согласно проекту это должно было быть красивое здание с бирюзовой крышей, которая впишется в общий храмовый комплекс, с применением новых прочных, легких и экологичных материалов, оригинальной внешней отделкой. Сократить расходы согласилась железная дорога, которая взяла на себя доставку материалов с материка и сахалинские предприятия стройиндустрии, готовые поставить песок, щебень и прочее. Строительство началось в 2007 году. Общая площадь здания составил около 2000 квадратных метров. В помещениях центра были организованы учебные аудитории, актовый и концертно-выставочный зал, просфорная, кухня и трапезная.
20 сентября 2010 года Патриарх Московский и всея Руси Кирилл в ходе визита в Южно-Сахалинскую и Курильскую епархию, возглавил церемонию открытия Духовно-просветительского центра при Воскресенском кафедральном соборе Южно-Сахалинска.
26 июля 2017 года при центре открылся социальный магазин second hand вещей. По словам епископа Тихона (Доровских): «Много лет подряд к нам обращаются и наши прихожане, и жители города с предложением о передаче вещей, которые переросли их дети. Эта идея давно зрела, мне очень приятно, что наши волонтеры её реализовали, дав возможность людям пожертвовать для других. Это же воспитательный процесс. Нынешняя эпоха потребления должна иметь некие моменты ограничения нравственные, духовные. Дай Бог, чтобы наши сахалинцы продолжали дела милосердия, поддерживая друг друга».